# Himalayacettia
Himalayacettia (Horornis brunnescens) är en asiatisk fågel i familjen cettior inom ordningen tättingar, tidigare behandlad som underart till den östligare drillcettian.

## Kännetecken

### Utseende
Himalayacettian är en rätt liten (11 cm) och blek cettia med rätt lång och mycket tunn näbb samt avskuren stjärt. Den är mycket lik drillcettian (H. acanthizoides) som den tidigare ansågs vara en del av, men är varmare brun ovan samt blekare och vitare (och alltså mindre gul) undertill.

### Läte
Sången liknar drillcettians i strukturen med två delar: första delen en serie tunna och ljusa toner som stiger i tonhöjd så högt att de nästan inte går att höra, den andra en kulminerande, lång och dalande drill. Himalayacettian skiljer sig dock tydligt, med mycket färre men längre toner i första delen och en långsam melodisk drill i andra istället för drillcettians snabba och hamrande tremolo.

## Utbredning och systematik
Himalayacettian förekommer i Himalaya i norra Indien, Nepal, Bhutan och sydöstra Tibet. Tidigare betraktades den som underart till drillcettia (H. acanthizoides), men urskiljs numera som egen art efter studier som visar på tydliga skillnader i utseende, läten och genetik. Den behandlas som monotypisk, det vill säga att den inte delas in i några underarter.

### Släktestillhörighet
Artena inom Horornis har tidigare ingått i släktet Cettia, men genetiska studier visar att dessa arter är närmare släkt med släktena Phyllergates, Abroscopus och Tickellia än med till exempel sumpcettia (Cettia cetti).

## Levnadssätt
Himalayacettian förekommer i bambusnår och annan tät växtlighet i eller intill skog. Den tros leva av ryggradslösa djur och dess larver som den födosöker efter lågt i tätt gräs eller i bambustånd. Fågeln häckar mellan maj och juni. Den bygger ett klot- eller skålformat bo av torrt gräs, bambublad, mossa och spindelväv. Arten tros vara höjdledsflyttare, men kunskapen är begränsad.

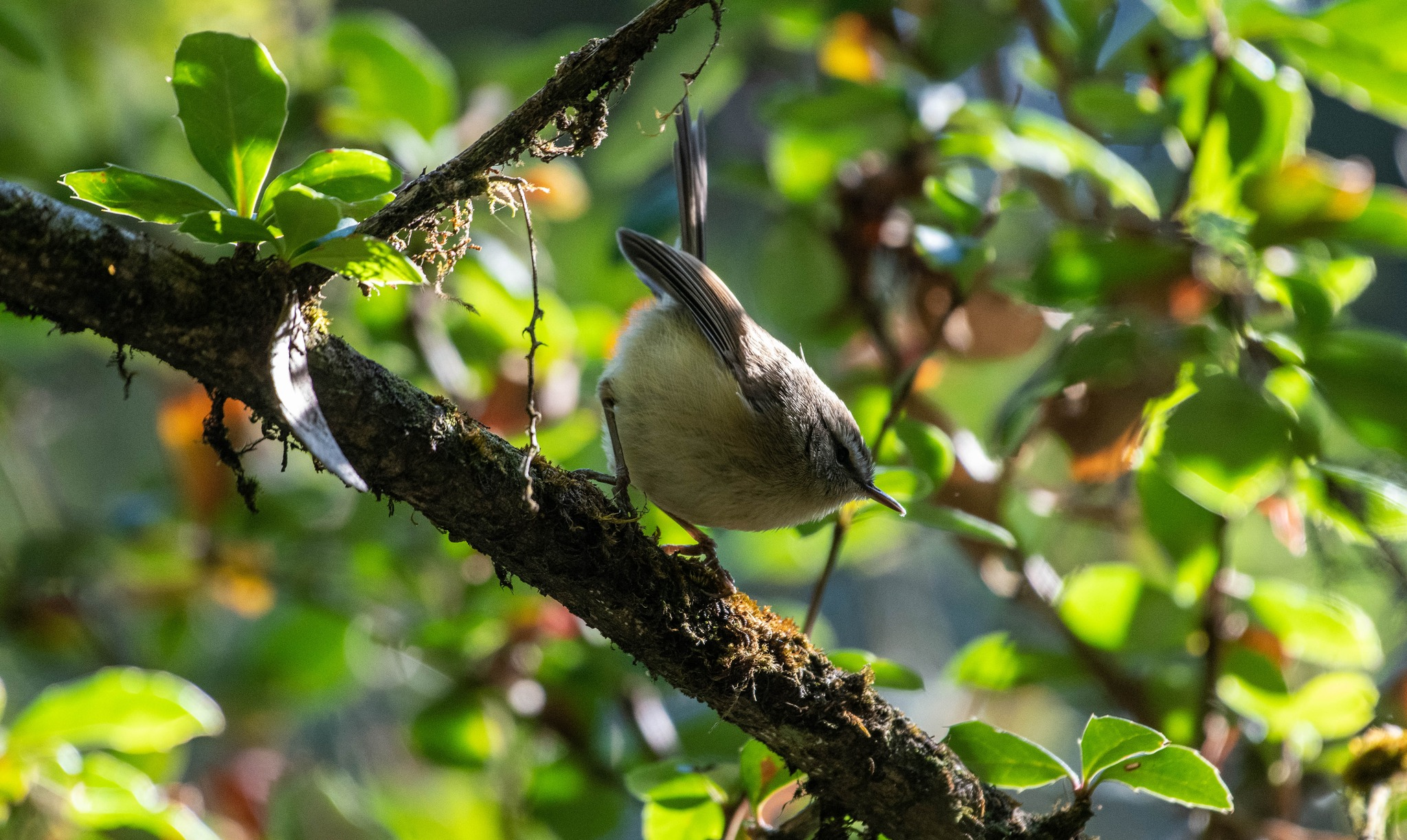

## Status och hot
Arten har ett stort utbredningsområde och en stor population, men tros minska i antal till följd av habitatförstörelse, dock inte tillräckligt kraftigt för att den ska betraktas som hotad. Internationella naturvårdsunionen IUCN kategoriserar därför arten som livskraftig (LC). Världspopulationen har inte uppskattats men den beskrivs som ganska vanlig.